# Pandora Hearts
Pandora Hearts (パンドラハーツ, Pandora Hātsu) est un manga de Jun Mochizuki. Il est prépublié entre mai 2006 et mars 2015 dans le magazine GFantasy de Square Enix, et est compilé en un total de vingt-quatre tomes. La version française est éditée par Ki-oon entre juillet 2010 et avril 2016.
Une adaptation en série télévisée d'animation de vingt-cinq épisodes par le studio d'animation Xebec a été diffusée entre le 3 avril 2009 et le 25 septembre 2009 sur TBS.
S'inspirant des œuvres de Lewis Carroll Alice au pays des merveilles et De l'autre côté du miroir, Pandora Hearts reprend le nom et les traits caractéristiques de certains personnages, ainsi que certains thèmes.

## Synopsis
Oz est l'héritier de la famille Vessalius, la plus prestigieuse des quatre grandes familles ducales de son pays. Venant de célébrer ses 15 ans, il entreprend la cérémonie de passage à l'âge adulte que tout noble doit respecter. Cependant, ce qui devait n'être qu'une formalité prendra rapidement une autre tournure, Oz se voyant envoyé dans l'Abysse, un monde parallèle où selon la légende sont envoyés des criminels ayant commis des crimes impardonnables. Coopérant avec B-Rabbit, une Chain, nom donné aux habitants de ce monde, il entreprend de retourner dans son monde. C'est ainsi que commence sa longue quête de réponses, notamment sur son soi-disant crime qui pourrait finalement être plus lié qu'il ne le pense aux souvenirs perdus de B-Rabbit, autrement appelée Alice. Accompagné de celle-ci ainsi que Gil, son fidèle serviteur, et plusieurs autres alliés importants, le jeune homme va tenter de découvrir la vérité sur les mystères de son monde en particulier sur une tragédie vieille d'un siècle.

## Terminologie
L'Abysse (アヴィス, Abisu)
Le monde d'origine des Chains. Situé dans une dimension parallèle, il est décrit dans les contes pour enfant comme une prison où sont jetés les criminels les plus infâmes et dont il est impossible de s'échapper. Isolé du monde réel, il possède ses propres lois et distorsions, telle une gravité plus légère. Le temps qui passe dans l'Abysse n'est pas le même que dans le monde réel. D'après les rares personnes qui en sont sorties, l'Abysse peut ressembler parfois à un coffre à jouets déglingués, témoignant de la folie de sa créatrice : La Volonté de l'Abysse.
Les Chains (チェイン, Chein)
Entités originaires de l'Abysse, qui pouvaient être autrefois humains, animaux ou même objet inanimés, ces êtres sont ceux qui ont été plongés il y a longtemps dans l'Abysse et que la Volonté a fini par transformer. Ne pouvant s'échapper elles-mêmes de l'Abysse, elles ne peuvent se manifester que furtivement dans le monde réel, empruntant des failles qui apparaissent parfois. Elles ne peuvent vivre dans notre monde car elles n'ont pas assez de pouvoir, donc elles concluent un pacte avec un humain, qui devient un Contractant Illégal ; la Chain ayant passé le pacte peut alors s'incarner entièrement dans notre monde. Elle est par conséquent liée à l'humain et obéit, en apparence seulement, à sa volonté. Leur promettant de modifier le passé, ces êtres poussent leur Contractant à tuer nombre de personnes afin d'accumuler assez d'énergie. Le contrat est cependant limité dans le temps ; une fois le pacte passé, une horloge apparaît sur la poitrine de l'humain, et lorsque les aiguilles réalisent un tour complet, le Contractant se voit entraîné au plus profond de l'Abysse. Les Contractants Légaux de l'organisation Pandora n'ont pas cette limite de temps, et leur contrat entraîne même un arrêt du métabolisme du Contractant dans certains cas, ce qui ne signifie pas pour autant l'immortalité…
À noter que les personnes faisant partie de la famille des Baskerville ne sont pas concernées par les règles des contractants illégaux. Car à la base, contracter avec une Chain était destiné aux Baskerville qui sont les personnes les plus proches de l'Abysse.
Ayant diverses apparences, les Chains sont classées en plusieurs catégories :
- Les cartes, qui sont les Chains les plus faibles, ne possèdent pas de pouvoirs particuliers en dehors de leur force extraordinaire et de leur apparence généralement repoussante.
- Les Chains Spéciales, dont font partie B-Rabbit, Mad Hatter et Eques, possèdent des pouvoirs spéciaux tels que l'annulation des pouvoirs des autres Chains ou la maîtrise des Ombres.
- Les 5 Chains qui ouvrent les 5 portes vers l'Abysse :
  - Gryffon : appartient à la Maison Vessalius → Zai Vessalius
  - Raven : appartient à la Maison Nightray → Gilbert Nightray
  - Dodo : appartient à la Maison Barma → Rufus Barma
  - Owl : appartient à la Maison Rainsworth → Sheryl Rainsworth
  - Jabberwock : appartient aux Baskerville qui se lie à chaque Glen Baskerville → Leo

Le Chat du Cheshire (チェシャー猫, Cheshā Neko)
Doublé par : Kappei Yamaguchi (anime)
Chain symbolisant le Chat du Cheshire. C'était, il y a 100 ans, le chat d'Alice. Mais Vincent Nightray lui creva les deux yeux avec des ciseaux, puis le tua sous les yeux de la volonté de l'Abysse.
Le chat est allé dans l'Abysse et est devenu une Chain. Comme dit la volonté de l'Abysse : « Cheshire n'avait rien fait ! » Son seul œil, le gauche, est celui de Xerxes Break. Il sera tué par celui-ci mais Alice le reconnut comme son ami.
Les Contractants (契約者, Keiyakusha)
Humains ayant effectué un pacte avec une Chain. Il y a certaines conditions pour pouvoir faire un pacte avec une Chain, mais il est aussi possible de faire des contrats illégaux, avec les désagréments que cela engendre. Les dégâts encaissés par la Chain sont ressentis par le contractant, la mort du contractant entraînant les deux dans l'Abysse. Bien que la réciproque semble vraie, Gilbert laisse entendre qu'il est possible de tuer une Chain pour libérer un contractant illégal.
La Tragédie de Sablier (サブリエの悲劇, Saburie no Higeki)
Tragique évènement s'étant déroulé il y a 100 ans, durant lequel l'ancienne capitale, la ville de Sablier, a été envoyée dans l'Abysse avec ses citoyens par le chef de la famille Baskerville, Glen Baskerville. Les raisons et déroulement des évènements restent très flous, et l'Organisation Pandora travaille encore à les comprendre.
Ce qui s'est passé il y a 100 ans pendant la tragédie de sablier (砂時計の悲劇で１００年前に過ぎ去ったもの)
Il y a 100 ans selon les légendes, Glen Baskerville le chef des Baskerville, provoqua la Tragédie de Sablier et entraîna la capitale dans l'Abysse. Il se trouve que cette légende n'est qu'un mensonge. Ce qui s'est réellement passé c'est que Vincent avait découvert par Alice et Jack que son frère allait devenir le successeur de l'âme de Glen et que l'âme de Gilbert allait être complètement entraînée dans l'abysse. Miranda Barma lui raconta alors comment ouvrir le chemin vers l'Abysse et ainsi sauver son frère. C'est donc en vérité Vincent qui a provoqué la Tragédie de Sablier soutenu par Jack Vessalius. Glen, qui tenta de l'arrêter fut tué par Jack.
La Volonté de l'Abysse (アビスの意志, Abisu no Ishi)
Doublé par : Ayako Kawasumi (anime)
La Volonté de l'Abysse est le noyau de cette dimension parallèle, elle crée et fait disparaître les Chains à sa guise. L'Abysse se transforme à ses moindres désirs, c'est ce pouvoir qui fait qu'elle soit si recherchée par Pandora et les Baskerville. Sa forme originale est celle d'une jeune fille ressemblant à Alice mais avec des cheveux blancs et sa forme d'emprunt est une marionnette en forme de lapin blanc. Elle a jeté son dévolu sur Alice pour la faire disparaître. Elle est bel et bien la sœur jumelle de celle-ci. Les années passées dans l'Abysse la rendirent complètement folle. Cette folie se reflète dans la forme même de l'Abysse qui n'est plus qu'un champ de ruines. Avant la Tragédie de Sablier, elle pouvait sortir de l'Abysse et se rendre dans le monde normal en prenant la place de sa sœur (elle avait aussi la possibilité de discuter avec celle-ci depuis l'Abysse). Un jour, elle rencontra Jack Vessalius en prenant la place de sa sœur et en tomba amoureuse. Celui-ci le remarqua à cause du caractère changeant d'Alice pendant chaque demi-journée où il était présent. La tour de sa sœur ne lui offrait pas plus de liberté que l'Abysse, son impression d'être rejetée grandissait de jour en jour. Dans sa solitude, elle s'amusait avec les poupées de sa chambre et le chat du Cheshire. À la mort de sa sœur, elle ne put plus sortir de l'Abysse, ce qui altéra sa personnalité au point de détester Alice. Mais elle fut vite attristée par la mort de sa sœur. Son amour pour Jack explique les pouvoirs d'Oz Vessalius. Elle exaucera le souhait de Xerxes Break qui consiste à changer le passé avant l'attaque des voleurs à la mort de la famille de son maître contre son œil gauche qu'elle donnera à Cheshire. Le souhait qu'elle a mentionné à Break est : « Je ne veux plus jamais être la Volonté de l'Abysse ! » mais aussi " Sauve Alice ! " en faisant allusion à sa sœur décédée. Elle possédait un souvenir de Lacie qu'elle avait transmis à Jack à partir d'Oz (la peluche préférée d'Alice et de Lacie), puis elle transforma la peluche en Chain, B-Rabbit qui pactisera avec Jack mais à contre-cœur. Elle assistera à la mort de sa sœur et à la fusion de celle-ci avec B-Rabbit. Elle s'est rendu compte qu'elle appréciait Alice plus qu'elle ne le pensait.

## Manga
Le manga est écrit et illustré par la mangaka Jun Mochizuki. Il est prépublié à partir du 18 mai 2006 (numéro de juin 2006) dans le magazine GFantasy de Square Enix. Le premier volume relié est sorti le 27 octobre 2006. Le dernier chapitre est publié le 18 mars 2015, et la série comporte un total de vingt-quatre tomes.
La version française est licenciée par l'éditeur Ki-oon. Les deux premiers tomes sont sortis simultanément le 1er juillet 2010 à l'occasion de la 11e édition de Japan Expo et de la venue de l'auteur en France.

### Fiche technique
- Édition japonaise : Square Enix
  - Auteur : Jun Mochizuki
  - Nombre de volumes sortis : 24 (terminé)
  - Date de première publication : octobre 2006
  - Prépublication : Monthly GFantasy, mai 2006 - mars 2015
- Éditions francophone : Ki-oon
  - Nombre de volumes sortis : 24 (terminé)
  - Date de première publication : juillet 2010
  - Format : 120 mm × 180 mm
  - Nombre de pages par volume : environ 178 pages

## Anime
Une adaptation en série télévisée d'animation a été annoncée en novembre 2008. Elle est produite par le studio Xebec avec une réalisation de Takao Kato et un scénario de Mayori Sekijima La série a commencé sa diffusion le 3 avril 2009 et s'est terminée le 25 septembre 2009 avec 25 épisodes. L'anime suit la trame originale jusqu'à l'épisode 22, correspondant au chapitre 32 du manga, et prend une tournure différente de celle du manga pour offrir une fin propre à lui-même.
Dans les pays francophones, la série est éditée en DVD par Kazé.

### Fiche technique
- Réalisation : Takao Kato
- Studio d'animation : Xebec
- Musique : Yuki Kajiura
- Licencié par :
  -  TBS
  -  Kazé
- Nombre d’épisodes : 25 + 9 omake
- Durée : 25 minutes
- Chaîne de diffusion :
  -  TBS
  -  KZTV
- Dates de première diffusion :
  -  3 avril 2009 - 25 septembre 2009
  -  VF : 23 septembre 2011[9]
  -  VOSTFR : 16 novembre 2011[10]

### Doublage
| Personnages              | Personnages              | Voix japonaises | Voix françaises,    |
| ------------------------ | ------------------------ | --------------- | ------------------- |
| Oz Vessalius             | Oz Vessalius             | Junko Minagawa  | Catherine Desplaces |
| Alice                    | Alice                    | Ayako Kawasumi  | Caroline Mozzone    |
| Oscar Vessalius          | Oscar Vessalius          | Hideyuki Umezu  | Alexandre Coadour   |
| Jack Vessalius           | Jack Vessalius           | Daisuke Ono     | Bastien Bourlé      |
| Ada Vessalius            | Ada Vessalius            | Kaori Fukuhara  | Marie Nonnenmacher  |
| Raven / Gilbert Nightray | Raven / Gilbert Nightray | Kōsuke Toriumi  | Damien Da Silva     |
| Vincent Nightray         | Vincent Nightray         | Jun Fukuyama    | Yannick Blivet      |
| Echo                     | Echo                     | Ryō Hirohashi   | Jessie Lambotte     |
| Elliot Nightray          | Elliot Nightray          | Hirofumi Nojima | Rémi Caillebot      |
| Leo Baskerville          | Leo Baskerville          | Akeno Watanabe  | Thomas Sagols       |
| Sharon Rainsworth        | Sharon Rainsworth        | Kana Hanazawa   | Caroline Combes     |
| Xerxes Break             | Xerxes Break             | Akira Ishida    | François Creton     |
| Reim Lunettes            | Reim Lunettes            | Junichi Suwabe  | Grégory Laisné      |
| Rufus Barma              | Rufus Barma              | Yūya Uchida     | Bruno Méyère        |

## Produits dérivés

### Publications
Deux guidebooks intitulés 8.5 mine of mine et 18.5 〜Evidence〜 sont sortis au Japon respectivement le 7 avril 2009 et le 27 juillet 2012,. Un artbook nommé PandoraHearts 〜odds and ends〜 est sorti le 26 septembre 2009. Un roman intitulé Caucus race a également vu le jour. Le premier volume est sorti le 26 mars 2011, le deuxième le 27 mars 2012 et le troisième le 27 mai 2013. Un dernier guidebook est sorti à l'occasion du tome 24, simultanément que ce dernier.
Les versions françaises des deux guides officiels sont sorties le 30 juin 2011 pour le tome 8.5 et le 6 juin 2013 pour le tome 18.5 en même temps que le tome 18. L'artbook est également sorti le 28 novembre 2013

### Soundtracks
- Pandora Hearts - Official Soundtrack 1
  -  08/07/2009
- 2009 : Pandora Hearts - Official Soundtrack 11. Pandora Hearts

2. Foretaste

3. Parallel Hearts

4. Garden

5. Misgiving

6. Crush

7. Tea Saloon

8. Another Dimension

9. Ghost Blood

10. Bloody Rabbit

11. Lost Child

12. Possess

13. Alone

14. Contractor

15. Will

16. Daydream

17. Reminiscence

18. Skip

19. Parting Song

20. Stealthily

21. Preparation

22. Darkness Moon

23. Relief

24. Maze

25. Turn

26. Melody
- Pandora Hearts - Official Soundtrack 2
  -  30/09/2009
- 2009 : Pandora Hearts - Official Soundtrack 21. Reminisce

2. Everytime you kissed me

3. Wrapped in darkness

4. Pandora hearts expanded

5. Open

6. Wave motion

7. The relief

8. Restrain

9. Limits

10. Dash

11. In the dark

12. Reveal

13. A shadow

14. Beside

15. Narrate

16. Melody 2

17. Cradle

18. Gravel

19. Fountain

20. Do it later

21. Naughty

22. Miracle

23. Revolve

24. Confidence

25. Reminisce 2

26. Maze Karaoke With

### Drama CD
- Pandora Hearts Drama CD est sorti le 21 décembre 2007[22].

- Pandora Hearts Drama CD 2 est sorti le 14 octobre 2009[23].

- Pandora Hearts Drama CD 3 est sorti le 26 novembre 2011 en édition limitée avec le tome 16[24].